# Toxine
Ne doit pas être confondu avec Dioxine.
 (août 2023).
- Si vous ne connaissez pas le sujet, laissez ce bandeau (vous pouvez alors contacter les auteurs).
- Si vous supprimez le contenu mis en cause (vous pouvez préalablement contacter les auteurs),

argumentez précisément cette suppression dans la page de discussion
(un manque de référence n'est pas un argument ; une recherche réelle de référence doit avoir été effectuée, être formellement documentée).
 (août 2023).

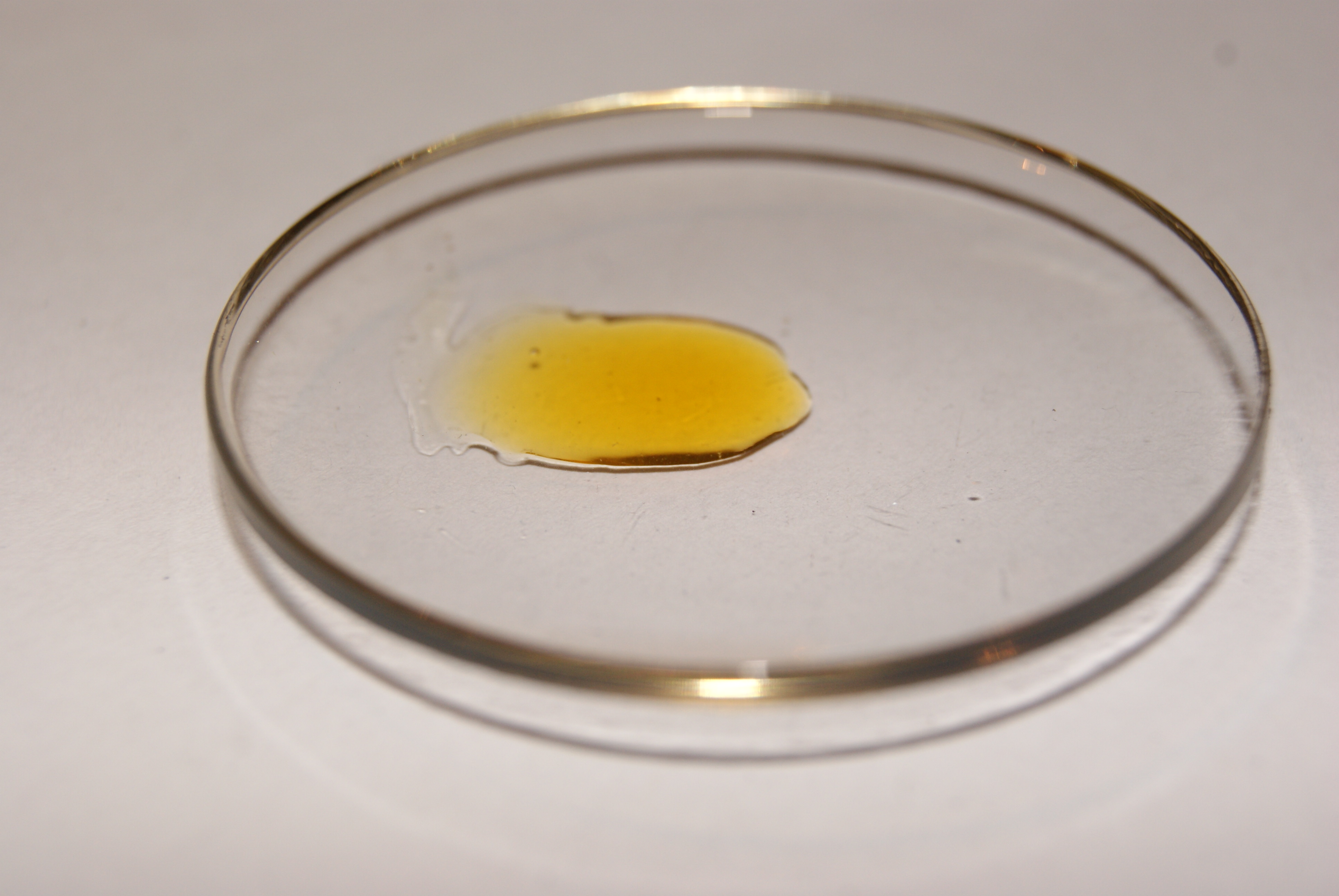
Venin du serpent cuivré.

Une toxine est une substance chimique organique, c'est-à-dire produite par un être vivant, et toxique. Les toxines peuvent causer des effets allant des irritations ou symptômes légers à des conséquences plus graves, pouvant notamment entraîner la mort, même à des doses extrêmement faibles comme c'est le cas avec la toxine botulique.
Le terme biotoxine est parfois employé pour préciser que la substance toxique est produite par les activités métaboliques de certains êtres vivants.
Les toxines sont produites par :
- des bactéries (bactériotoxines),
- des « protozoaires » (pas de dénomination)
- des champignons (mycotoxines)
- des plantes (phytotoxines)
- des algues (phycotoxines) (le vocable algue n'est pas défini de façon univoque et claire) et surtout des dinoflagellés (dinotoxines)
- des animaux (parfois nommées zootoxines ou toxines animales).

Les virus ne produisent pas de toxines car ils ne produisent même pas de substances.

## Nature des toxines
La variété des toxines est très grande : il est très difficile de les définir tant leurs modes d'actions, leur nature chimique… sont variés. Certaines sont mortelles, d'autres provoquent des troubles limités… Certaines sont la seule cause de la pathologie (intoxinations), la plupart impliquent une multiplication du microorganisme.
Elles sont, le plus souvent, sécrétées et qualifiées d'exotoxines les opposant à des endotoxines, substances appartenant à la structure même de l'être vivant et libérées par la lyse microbienne, limitées aux lipopolysaccharides de bacilles Gram négatif. Cette distinction n'est plus aujourd'hui considérée comme pertinente.
Beaucoup d'entre elles sont des protéines tant chez les bactéries que chez les animaux, avec ou non une activité enzymatique.
Elles sont souvent des antigènes capables de déclencher la production d'anticorps. Ces anticorps sont parfois nommés antitoxines. Pour les petites molécules non antigéniques, elles sont souvent des haptènes, c'est-à-dire capables de provoquer la formation d’anticorps spécifiques quand elles sont liées à des macromolécules.
Distinguer les toxines peut aussi se fonder sur le mode d'administration :
- par morsure ou piqure
- par aérosols
- par ingestion

Le rôle des toxines n'est pas toujours facile à déterminer. Il est assez évident pour des prédateurs utilisant le venin pour immobiliser ou tuer l'animal chassé. Pour une bactérie comme celle de la diphtérie, pas simple de trouver un intérêt de la toxine pour la bactérie. On peut résumer, au moins pour les toxines animales, (d'après wikipedia en anglais) en :
- Rôle dans la prédation, comme dans l'araignée, le serpent, le scorpion, la méduse et la guêpe
- Rôle de défense comme chez l'abeille, la fourmi, la termite, la guêpe et la grenouille empoisonnée

## Vocabulaire spécifique
Dans leur mode d'action, deux types peuvent être distingués :
- La toxine agit seule sans intervention de l'être vivant qui l'émet : on parle d'intoxination. C'est le cas de l'ingestion de l'« entérotoxine staphylococcique », de la toxine botulinique, de certaines phycotoxines produites par les algues unicellulaires (Dinophyta par exemple) retrouvées dans les fruits de mer.
- La toxine est produite lors de l'infection produite par le microorganisme producteur : le terme de toxiinfection est alors souvent utilisé. Il est parfois réservé aux toxiinfections alimentaires (TIA) parfois collectives (TIAC). Notons que dans la plupart des infections interviennent des toxines…

Le mode d'action de nombreuses toxines est spécifique :
- Une neurotoxine est une toxine agissant sur le système nerveux.
- Une myotoxine agit sur la contraction des muscles (notamment les cardiotoxines sur le cœur et d'autres comme la strychnine sur les muscles respiratoires).
- Une hémotoxine agit sur le sang.
- Une cytotoxine agit sur les cellules.
- … voir Catégorie:Toxine par système organique affecté

Le pouvoir toxique d'une toxine peut être neutralisé sans perte du pouvoir antigénique. La toxine détoxifiée devient une « anatoxine » pouvant servir de vaccin.

## Toxines végétales
La Grande Ciguë, plante connue pour sa toxicité, la doit à cinq alcaloïdes, dont l'un des plus dangereux est la conine, un puissant neurotoxique qui agit sur le système nerveux central: elle inhibe l'activité des ganglions sympathiques et parasympathiques et provoque ainsi un arrêt respiratoire.
Les phytotoxines ont généralement une fonction de protection contre les prédateurs. Certaines phytotoxines, comme les terpènes, sont particulièrement présentes dans les plantes des sols peu fertiles, car il est alors plus coûteux pour les plantes de remplacer les parties mangées. Ces toxines ralentissent la décomposition des feuilles, c'est pourquoi on observe souvent un tapis de feuilles dans les forêts.

## Toxines des «protozoaires» (notamment microalgues ou dinoflagellés)
Ces toxines sont essentiellement celles de Dinoflagellés, eucaryotes du règne des Chromista. Elles sont nommées dinotoxines.
Ce sont de petites molécules qui peuvent être des neurotoxines paralysantes ou amnésiantes, des toxines diarrhéinogènes (consommation de coquillages le plus souvent). Voir l'article Dinophyta.

## Toxines animales
Les venins de serpents sont l'exemple le plus important de toxines animales mais d'autres animaux peuvent produire des toxines dangereuses (hyménoptères comme l'abeille, batraciens par exemple…).

### Neurotoxines
- L'araignée veuve noire.
- La plupart des scorpions
- La boîte méduse
- Serpents élapides
- L'escargot conique
- La pieuvre à anneaux bleus
- Poisson venimeux
- Grenouilles
- Palythoa corail

### Myotoxines
Les myotoxines sont de petits peptides basiques trouvés dans les venins de serpent et de lézard. Ils causent des dommages aux tissus musculaires par un mécanisme basé sur des récepteurs non enzymatiques. Les organismes qui possèdent des myotoxines comprennent :
- serpent à sonnette
- lézard perlé

### Cytotoxines
- Apitoxine, des abeilles mellifères
- Cardiotoxine III, du cobra chinois
- Hémotoxine, de vipères

## Toxines fongiques (mycéliennes)
Les champignons microscopiques produisent assez rarement des toxines. Notons toutefois des toxines produites par des moisissures (Aspergillus, Penicillium…) : les aflatoxines, l'ochratoxine A, la patuline…
L'article mycotoxine décrit les différentes toxines mycéliennes et leurs effets.

## Toxines bactériennes

### Historique
En 1877, Pasteur veut tester l'hypothèse selon laquelle le bacille du charbon ne causerait l'état morbide que de façon indirecte, en produisant un « ferment diastasique soluble » qui serait l'agent pathogène immédiat. Il prélève le sang d'un animal qui vient de mourir du charbon, le filtre de façon à en ôter les bacilles et inocule le filtrat à un animal sain. L'animal récepteur ne développe pas la maladie et Pasteur estime (erronément) que cette expérience « écarte complètement l'hypothèse du ferment soluble ». Dans une publication ultérieure, toujours en 1877, Pasteur note toutefois que le sang filtré, s'il ne cause pas la maladie, rend les globules agglutinatifs, autant et même plus que dans la maladie, et envisage que ce soit l'effet d'une « diastase » formée par les bacilles.
Après ce demi-échec de Pasteur, Loeffler, en 1884, constate que, chez les animaux morts à la suite d'une inoculation du bacille de la diphtérie, les microbes restent proches du point d'inoculation et en conclut que le bacille « doit sécréter un poison, une toxine, qui, elle, ne reste pas in loco, mais envahit tous les organes vitaux du corps ». Cette toxine (toxine diphtérique) pressentie par Loeffler fut isolée en 1888 par les pasteuriens Roux et Yersin, qui démontrèrent son caractère pathogène. C'était l'entrée officielle de la notion de toxine dans la microbiologie.

### Différentes toxines bactériennes
De nombreuses bactéries produisent des toxines provoquant des troubles importants.
Quelques exemples :
- toxine botulinique, neurotoxine très dangereuse déclenchant une paralysie flasque (botulisme) produite dans un aliment par une bactérie (Clostridium botulinum)
- toxine diphtérique toxine bloquant la synthèse des protéines produite par une bactérie, Corynebacterium diphtheriae se développant lors d'une angine (diphtérie)
- toxine tétanique, neurotoxine très dangereuse déclenchant une paralysie par contraction (tétanos) produite par une bactérie, Clostridium tetani, lors d'une infection locale souvent inapparente.
- toxine cholérique (Vibrio cholerae, ETEC…) produite par la bactérie infectant l'intestin (choléra et syndromes cholériques.
- "shigatoxine" (Shigella, EHEC…)
- "entérotoxines staphylococciques" produites par Staphylococcus aureus, déclenchant diarrhées et vomissements sans gravité par un mécanisme immunopathologique (superantigènes).
- LPS (lipolysaccharide ou lipopolyoside), structure de la paroi des bactéries Gram négatives pouvant présenter un pouvoir toxique et appelées autrefois endotoxine. Le mode d'action est lié à une réaction immunitaire excessive (mécanisme immunopathologique). Leur libération est liée à l'ingestion par les macrophages quand les bactéries franchissent la barrière intestinale notamment.
- cyanotoxines avec de nombreuses toxines aux modes d'actions variés décrits dans l'article lié.

Les propriétés de ces toxines sont aussi variées que leur nature. La plupart sont thermosensibles (sauf le LPS et les entérotoxines staphylococciques), antigéniques (le LPS plus faiblement).

## Dosage des toxines
Le dosage des toxines est réalisé comme celui de nombreuses molécules par des techniques utilisant le plus souvent (au moins pour les protéines) des anticorps spécifiques. Il s'agit d'immunoenzymologie, de immunochimiluminescence…
Le pouvoir pathogène est très rarement utilisé, avec utilisation d’anticorps neutralisants (toxinotypie). C'est le cas de la toxine botulinique :
- l'aliment soupçonné est broyé et filtré.
- le filtrat obtenu est utilisé :
  - directement pour montrer son effet toxique (témoin positif)
  - chauffé pour montrer la thermolabilité éventuelle du toxique (témoin négatif)
  - additionné d'anticorps connus pour identifier le type de la toxine par sa neutralisation